# Gschwandt
Gschwandt (o Gschwandt bei Gmunden) è un comune austriaco di 2 689 abitanti nel distretto di Gmunden, in Alta Austria.